# 2015年歐洲聯盟公投法令

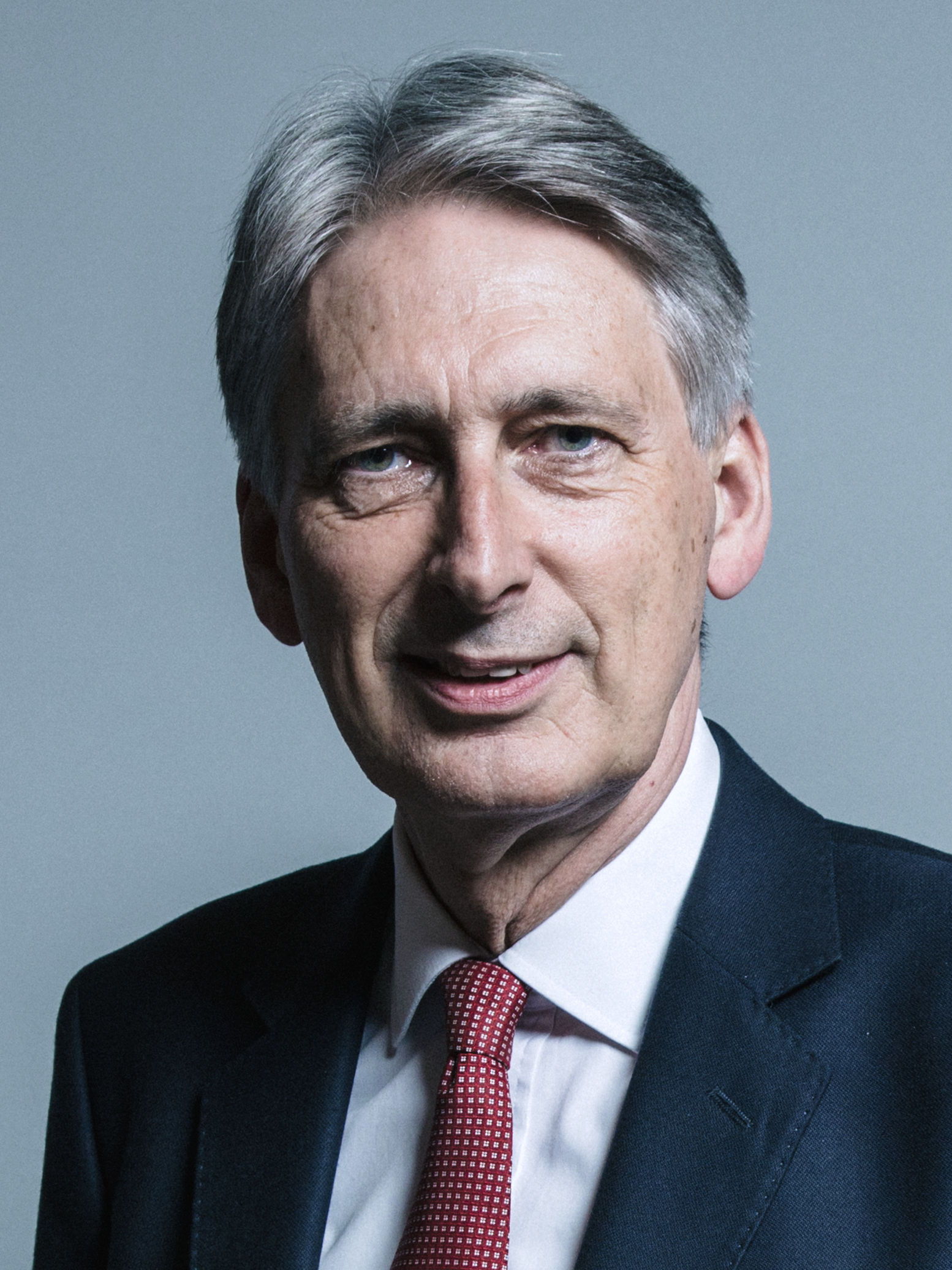
時任外交大臣夏文達負責起草本法令

《2015年歐洲聯盟公投法令》（英語：European Union Referendum Act 2015；c. 36（页面存档备份，存于））是英國國會的一條法令，旨在就在英國和直布罗陀舉行諮詢公投制定條文。公投提問選民，英國應該留在欧洲联盟，抑或脫離欧洲联盟。下議院的法案在2015年5月28日由時任外交大臣夏文達動議。兩星期後，法案二讀獲得除苏格兰民族党外跨黨派議員支持，並在同年9月7日三讀通過。上議院則在2015年12月14日同意法案，三日後獲御准，法令的部分條文同日起具法律效力，至2016年2月1日全部生效。
法令讓保守黨能夠履行同年大選中的承諾，並成為2015－17年國會會期最重要的立法之一。法令要求內閣大臣指定一個日期舉行公投，而該日期不能遲於2017年12月31日。2016年2月20日，首相卡梅倫宣布公投將會在同年6月23日舉行。最終公投投票率達72%，51.9%支持脫離歐盟、48.1%支持留在歐盟。公投確定英國脫歐。

## 背景及過程
1973年1月1日，英國保守黨籍首相爱德华·希思與欧洲各共同体達成協議，英國和直布羅陀成為組織的會員國。根據英國憲法慣例中的議會主權，加入歐共體並不需要由公投確定。工黨提倡舉行公投確定國民意願，繼而與保守黨出現分歧，不過《1972年歐洲各共同體法令》因為有多名工黨議員棄權而獲得通過，繼而確定入歐。1974年2月大選競選期間，工黨的政治宣言承諾當選後會與歐共體重新談判，並會舉行公投決定去留，希望能收窄黨內分歧。大選最終產生懸峙國會，希思辭任首相，工黨的哈羅德·威爾遜接任。他決定再舉行大選，最終工黨成功籌組新政府，並在翌年履行諾言舉行公投，最終由67%選民支持留歐。
歐共體問題在隨後的幾年已大致平息，但國會先後通過單一歐洲法案、馬城條約和里斯本条约，令疑歐派議員要求再就歐洲組織的會籍舉行新公投。保守黨黨魁卡梅倫在2013年1月發表「彭博演說」，提出重新談判英國的歐洲聯盟會籍，並在此後舉行公投決定去留。不過當時保守黨沒有國會大多數，需要與自由民主黨合組聯合政府，而自民黨和在野的工黨都反對舉行新的公民投票。保守黨議員詹士·和頓曾在2017年尾動議私人議案舉行公投，但被上議院封殺。兩年多後英國舉行換屆大選，保守黨、工黨和自民黨都將歐盟公投納入政治宣言。隨著保守黨勝算單獨執政，政府同年動議法案，並在2015年6月9日以544票對53票通過法案的二讀，當中只有蘇格蘭民族黨反對。2015年9月7日，下議院以316票對52票三讀通過法案。

## 內容
法令就在英國和直布羅陀舉行是否留在歐盟的公投立法，規定內閣大臣（今次情況下即首相）須指明一個日期舉行公民投票，該日期不得遲於2017年12月31日、不可在2016年5月5日或2017年5月4日。公投由選舉委員會負責，其職責已在《2000年政黨、選舉及公投法令》中釐定，包括在提高公眾的投票意識並監察選舉的進行；法令又任命「首席點票人員」和「副首席點票人員」監察公投及宣佈官方結果。條文架構如下：
- 弁言
- 「公投」
  - 第1條「公投」
  - 第2條「公投投票權利」
  - 第3條「公投的進一步條文」
  - 第4條「舉行規例等」
  - 第5條「直布羅陀」
  - 第6條「發佈成員國間談判結果資訊的職責」
  - 第7條「發佈歐洲聯盟會籍資訊的職責」
  - 第8條「修改2000年法令第125條的權力」
- 「補充」
  - 第9條「規例」
  - 第10條「財務條文」
  - 第11條「定義」
- 「最終條文」
  - 第12條「範圍」
  - 第13條「生效」
  - 第14條「簡稱」
- 附表1「競選及財務控制」
- 附表2「特准參與者的貸款控制等」
- 附表3「公投的進一步條文」

## 公投

### 限制
法令規定政府需要在2018年元旦前舉行公投，但沒有要求政府回應和實踐公投結果，也沒有就脫歐訂下表決日期。此類公投實屬諮詢性公投或立法前公投，讓選民就某一政策表態和發揮影響，使得政府可以了解民意取向。歷年英國也有多次舉行諮詢公投，例如1997年蘇格蘭、1997年威爾斯和1998年北愛爾蘭。英國憲法沒有條文規定當局需要履行公投結果，相反鄰國的爱尔兰就可根據憲法舉行具約束力公投。
不過授權舉辦2011年選擇投票制公投的《2011年國會投票制度及選區法令》則指明若公投獲通過後甫直接修改投票制的法例，不過改制最終被否決。至於1975年公投舉行前，英國和歐共體已完成磋商所有協議條款，亦已獲得所有成員國同意，協議也載列在《1975年公投法令》並獲英國兩院通過，因此無後顧之憂。
英國和直布羅陀所有住戶都會在2016年5月16日起的一週內，收到政府的宣傳單張，題為「為何政府相信投票留在歐洲聯盟是英國的最好選擇」，並寫道「這是你的決定，政府會按照你的決定行事」。

### 競選期
法例指明公投的官方拉票期為投票日前的十個星期，即2016年4月15日至6月23日。官方簾幕期為期四個星期，即5月27日至6月23日，期間政府及所有轄下機構都不可評論或發佈任何與脫歐或留歐的資訊。

### 競選組織開支
本法令及《2000年政黨、選舉及公投法令》授權選舉委員會指明脫歐和留歐派各一組織為官方競選團隊，並向他們提供價值£60萬的資金、電視宣傳廣告時段及免費派發宣傳單張。本法令亦規定官方團隊開支不得超越£700萬，而其他已登記的非官方競選組織開支上限則為£70萬，至於未有登記的組織的上限為£1萬。選委會在2016年4月13日公佈兩派的官方競選團隊：留歐派為「英國留歐更強」、脫歐派為「投脫歐票」。

### 政黨開支
本法令及《2000年政黨、選舉及公投法令》規定各政黨的宣傳開支上限乃因應2015年大選而定：
- 保守黨：£700萬
- 工黨：£550萬
- 獨立黨：£400萬
- 自由民主黨：£300萬
- 苏格兰民族党：£70萬

其餘在全國大選中得票少於5%的政黨，其宣傳開支不得多於£70萬。

### 個人開支
除非曾向選舉委員會作登記，否則公投的個人開支不得多於£10,000。

## 公投問題

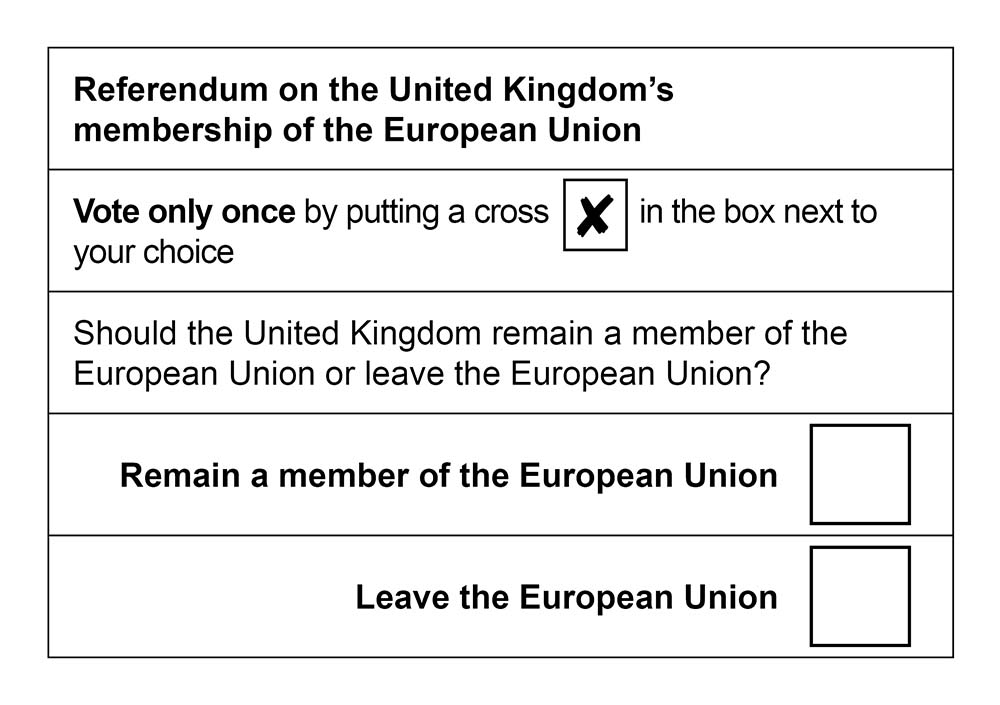
公投模擬選票

根據法令，選民投票時見到的選票會印有一條問題，原文為英文或威爾斯文：
聯合王國應該保留歐洲聯盟成員國身份還是脫離歐洲聯盟？
選民需要在以下任一選項劃下一個交叉（X），原文為英文或威爾斯文：
保留歐洲聯盟成員國身份
脫離歐洲聯盟

### 原設問題
法案原先設定的公投問題如下，原文為英文或威爾斯文：
英國應否保留歐洲聯盟成員國身份？
選民需要投下「是」或「否」一票。
原設問題類似1975年的歐共體公投，但選舉委員會調查發現「公眾會感到字眼不是中立並且有偏頗的觀感」，因此提出修改公投問題的字眼。政府在2015年9月法案三讀前同意相關修改。

## 投票區域

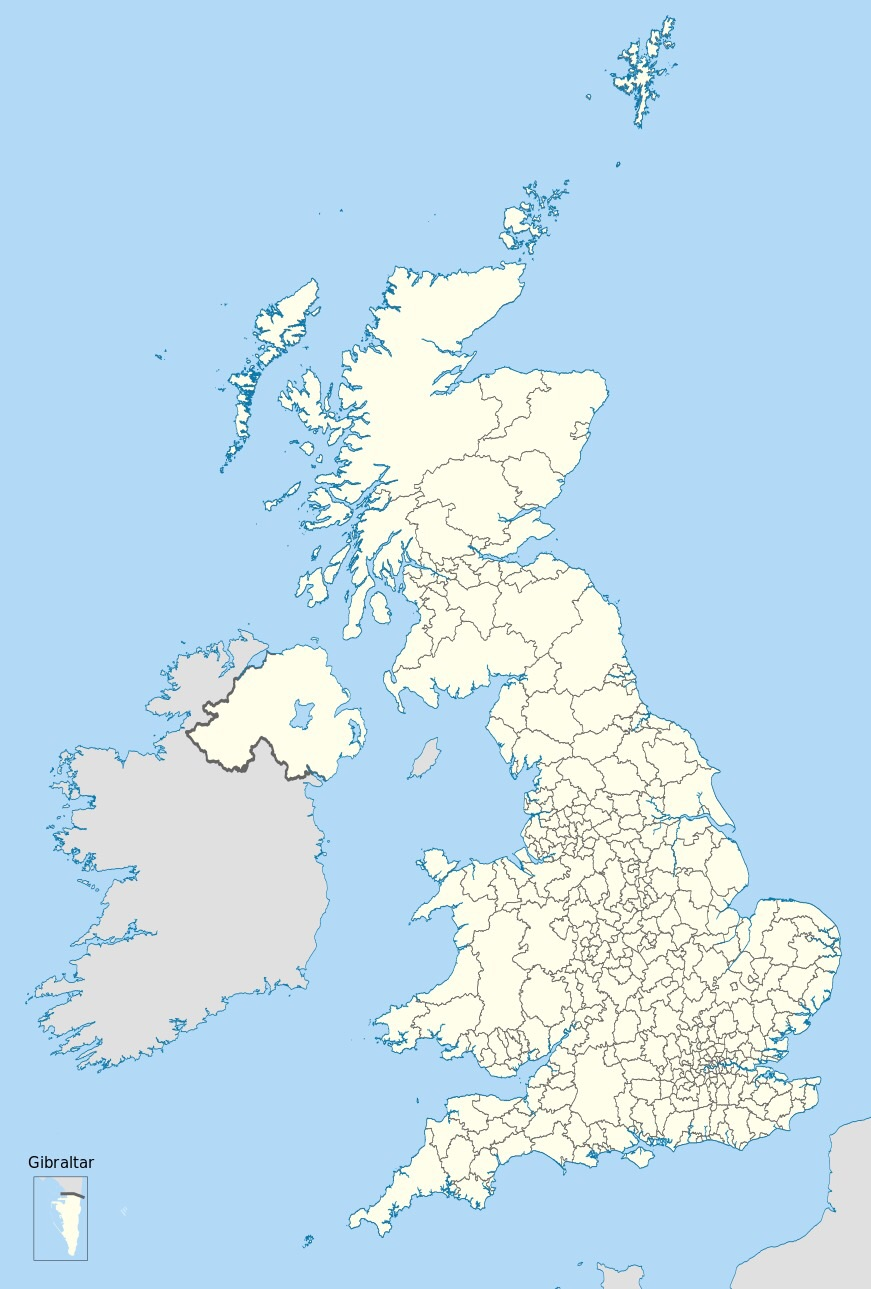
根據法令而界定的英國國內382個「投票區域」

根據法令條文，公投當日的「投票區域」（或稱「點票區域」）是在點票人員的監視下指明，他們亦會宣布該地區的投票結果。投票區域應為：
- 英格兰
  - 設有區議會的區域；
  - 沒有區域的單一管理郡；
  - 倫敦自治市鎮；
  - 倫敦城；
  - 锡利群岛；
- - 郡；
  - 郡自治市鎮；
- 苏格兰
  - 地方政府區域
- 北爱尔兰
- 直布罗陀

全國共有382個投票區域，當中英格蘭326個、蘇格蘭32個、威爾斯22個、北愛爾蘭和直布羅陀各1個。當地時間2016年6月23日晚上10點結束投票，當所有票站在晚上11點關閉後，點票隨即開始。這是英國首次通宵點算公投票數，對上兩次的1975年歐共體公投和2011年投票制公投的點票工作都是在公投翌日的日間時分點票。

## 分區點票

根據法令而設立的12個分區點票區域

法令條文規定「投票區域」的結果併入「分區點票」結果，由「分區點票人員」監視整個過程及宣佈分區結果。分區邊界乃依照2002年歐洲議會選舉法令而定：
- 大倫敦（33個投票區域）
- 東米德蘭（40個投票區域）
- 西米德兰（30個投票區域）
- 東英格蘭（47個投票區域）
- 東南英格蘭（67個投票區域）
- 东北英格兰（12個投票區域）
- 西南英格蘭（38個投票區域，包括直布罗陀）
- 西北英格蘭（39個投票區域）
- 約郡及坎伯（21個投票區域）
- 蘇格蘭（32個投票區域）
- 威爾斯（22個投票區域）
- 北爱尔兰（1個投票區域）

為了讓公投順利舉行，直布羅陀的點票結果是併入西南英格蘭分區。所有投票區域宣佈結果後，分區點票區域也在2016年6月24日清晨宣布各區結果。法令條文沒有授權首席點票人員或分區點票人員可以准許點票。

## 投票權
根據《1983年人民代表法令》和《2000年人民代表法令》，居於英國或直布羅陀的英國公民、愛爾蘭公民及英聯邦公民都可在今次公投中投票；上議院議員和在海外居住少於15年的英國公民也可投票。投票年齡門檻是18歲，上議院曾提出降低至16歲但被否決。除了愛爾蘭、馬耳他和塞浦路斯，居於英國的其他歐盟成員國公民都不可以投票。
公投投票時間為英國夏令時間早上7點至晚上10點，全國設有41,000個投票站，每個票站預料服務不超過2,500名選民，逾10萬名工作人員確保公投順利進行。《2000年人民代表法令》亦准許郵寄投票，已登記選民會在投票前三週（即6月2日）收到選票。曼島、澤西和根西三個皇冠屬地因不屬於英國和歐盟一部分，所以三地的居民並不合資格投票。

## 昭告日期
2016年2月20日，首相卡梅倫在首相府召開內閣會議，是1982年4月3日福克蘭戰爭爆發以來首次週六閣議。及後卡梅倫在首相府門外宣布公投將會在2016年6月23日舉行。下議院在2月22日制定附屬法例《2016年歐洲聯盟公投（舉辦）規例》，授權政府在當日舉行公投。

## 已登記選民
2016年6月9日為登記做選民的限期。同月21日，選舉委員會公佈英國和直布羅陀已登記選民的臨時數字，數字包括所有英聯邦和愛爾蘭選民，以及通常在英國大選無投票權的上議院貴族。最終官方數字在6月23日晚上9點公佈。
| 國家／地區    | 國家／地區      | 國家／地區          | 國家／地區          | 已登記選民 |
| ------------- | --------------- | ------------------- | ------------------- | ---------- |
| 英國+直布羅陀 | 英國+直布羅陀   | 英國+直布羅陀       | 英國+直布羅陀       | 46,500,001 |
| →             | 英格蘭+直布羅陀 | 英格蘭+直布羅陀     | 英格蘭+直布羅陀     | 39,005,781 |
| →             | →               | 東米德蘭            | 東米德蘭            | 3,384,299  |
| →             | →               | 東英格蘭            | 東英格蘭            | 4,398,796  |
| →             | →               | 大倫敦              | 大倫敦              | 5,424,768  |
| →             | →               | 东北英格蘭          | 东北英格蘭          | 1,934,341  |
| →             | →               | 西北英格蘭          | 西北英格蘭          | 5,241,568  |
| →             | →               | 西南英格蘭+直布羅陀 | 西南英格蘭+直布羅陀 | 4,138,134  |
| →             | →               | →                   | 西南英格蘭          | 4,114,015  |
| →             | →               | →                   | 直布羅陀            | 24,119     |
| →             | →               | 東南英格蘭          | 東南英格蘭          | 6,465,404  |
| →             | →               | 西米德蘭            | 西米德蘭            | 4,116,572  |
| →             | →               | 約郡及坎伯          | 約郡及坎伯          | 3,877,780  |
| →             | 蘇格蘭          | 蘇格蘭              | 蘇格蘭              | 3,987,112  |
| →             | 威爾斯          | 威爾斯              | 威爾斯              | 2,270,272  |
| →             | 北愛爾蘭        | 北愛爾蘭            | 北愛爾蘭            | 1,260,955  |

## 公投結果

382個投票區域的公投結果：
脫歐
留歐

2016年6月24日當地時間早上7點20分，所有分區點票結果皆已公佈後，首席點票人員兼時任選舉委員會主席珍妮·屈晨在曼徹斯特市政廳宣布最終結果。382個投票區域中，有263個支持離開歐盟、119個支持留在歐盟（包括蘇格蘭所有選區）；全國投票率為72%。
| 2016年英國歐洲聯盟會籍公投 全國結果        |                        |            |         |
| 選項                                       | 選項                   | 票數       | %       |
|                                            | 脫離歐洲聯盟           | 17,410,742 | 51.89%  |
|                                            | 保留歐洲聯盟成員國身份 | 16,141,241 | 48.11%  |
|                                            |                        |            |         |
| 有效票                                     | 有效票                 | 33,551,983 | 99.92%  |
| 無效票／棄權票                             | 無效票／棄權票         | 25,359     | 0.08%   |
| 總數                                       | 總數                   | 33,577,342 | 100.00% |
|                                            |                        |            |         |
| 已登記選民／投票率                         | 已登記選民／投票率     | 46,500,001 | 72.21%  |
| 合資格選民／投票率                         | 合資格選民／投票率     | 51,356,768 | 65.38%  |
| 資料來源：選舉委員會（页面存档备份，存于） |                        |            |         |

| 脫離： 17,410,742（51.9%） | 保留： 16,141,241（48.1%） |
| ▲                          |                            |

### 地區
| 地區 | 地區                        | 選民      | 符合資格的 選民投票率 | 票數      | 票數      | 票數比例 | 票數比例 |
| 地區 | 地區                        | 選民      | 符合資格的 選民投票率 | 保留      | 脫離      | 保留     | 脫離     |
| ---- | --------------------------- | --------- | --------------------- | --------- | --------- | -------- | -------- |
|      | 東米德蘭                    | 3,384,299 | 74.2%                 | 1,033,036 | 1,475,479 | 41.18%   | 58.82%   |
|      | 東英格蘭                    | 4,398,796 | 75.7%                 | 1,448,616 | 1,880,367 | 43.52%   | 56.48%   |
|      | 大倫敦                      | 5,424,768 | 69.7%                 | 2,263,519 | 1,513,232 | 59.93%   | 40.07%   |
|      | 東北英格蘭                  | 1,934,341 | 69.3%                 | 562,595   | 778,103   | 41.96%   | 58.04%   |
|      | 西北英格蘭                  | 5,241,568 | 70.0%                 | 1,699,020 | 1,966,925 | 46.35%   | 53.65%   |
|      | 北愛爾蘭                    | 1,260,955 | 62.7%                 | 440,707   | 349,442   | 55.78%   | 44.22%   |
|      | 蘇格蘭                      | 3,987,112 | 67.2%                 | 1,661,191 | 1,018,322 | 62.00%   | 38.00%   |
|      | 東南英格蘭                  | 6,465,404 | 76.8%                 | 2,391,718 | 2,567,965 | 48.22%   | 51.78%   |
|      | 西南英格蘭 （包括直布羅陀） | 4,138,134 | 76.7%                 | 1,503,019 | 1,669,711 | 47.37%   | 52.63%   |
|      | 威爾士                      | 2,270,272 | 71.7%                 | 772,347   | 854,572   | 47.47%   | 52.53%   |
|      | 西米德蘭                    | 4,116,572 | 72.0%                 | 1,207,175 | 1,755,687 | 40.74%   | 59.26%   |
|      | 約郡及坎伯                  | 3,877,780 | 70.7%                 | 1,158,298 | 1,580,937 | 42.29%   | 57.71%   |

### 構成國
| 構成國 | 構成國                  | 選民       | 符合資格的 選民投票率 | 票數       | 票數       | 票數比例 | 票數比例 |
| 構成國 | 構成國                  | 選民       | 符合資格的 選民投票率 | 保留       | 脫離       | 保留     | 脫離     |
| ------ | ----------------------- | ---------- | --------------------- | ---------- | ---------- | -------- | -------- |
|        | 英格蘭 （包括直布羅陀） | 39,005,781 | 73.0%                 | 13,266,996 | 15,188,406 | 46.62%   | 53.38%   |
|        | 北愛爾蘭                | 1,260,955  | 62.7%                 | 440,707    | 349,442    | 55.78%   | 44.22%   |
|        | 蘇格蘭                  | 3,987,112  | 67.2%                 | 1,661,191  | 1,018,322  | 62.00%   | 38.00%   |
|        | 威爾士                  | 2,270,272  | 71.7%                 | 772,347    | 854,572    | 47.47%   | 52.53%   |

## 後續
法令沒有要求現屆或未來政府執行公投結果，公投僅屬諮詢性並無約束力，只需簡單多數即可，而無需三分二絕對多數、或構成國的雙重多數、或達致投票率門檻等。法令也沒有規定公投後的後續立法，外界相信公投決定脫歐的話，政府將會決定是否、何時、及在何情況下啟動里斯本條約第50條程序，開展兩年的脫歐談判期。鑑於法令也沒有說明可否動用皇家特權，因此應由政府或國會啟動程序成疑，最終要由法庭解決。代表政府一方的詹士·伊迪 QC 陳辭指出法令沒有相關說明，就應理解為國會選擇在此事上不限制皇權的使用。2016年11月3日，高等法院裁定是否、何時及如何廢除英國法律（本案即為決定英國成為歐盟成員國的《1972年歐洲各共同體法令》）是國會而非政府單方面的責任，而公投「對國會議員屬諮詢性」，讓選民影響國會的施政決定。
有鑑於此，政府動議《2017年歐洲聯盟（通知脫離）法案》，讓國會同意引用里斯本條約第50條。法案及後獲通過並成為法令，英廷繼而在2017年3月29日正式通知歐盟展開脫歐程序，同時離開歐洲原子能共同體。在歐共體法令被廢除前，英國的欧盟法律將繼續有效。2016年10月，時任首相文翠珊承諾會草擬「大廢除法案」，廢除歐共體法令及重新在英國法例訂立所有歐盟成文法則。此法案最終在2018年呈交下院，名為《2018年歐洲聯盟（脫離）法案》，獲通過後在脫歐當日全面生效，確保在過渡期間所有歐盟法律繼續生效，直至法令被廢除。